# Pinelema elinae
Espèce
Pinelema elinae est une espèce d'araignées aranéomorphes de la famille des Telemidae.

## Distribution
Cette espèce est endémique de Bahia au Brésil,. Elle se rencontre dans des grottes de la Serra do Ramalho et de la Chapada Diamantina.

## Description
Le mâle holotype mesure 1,8 mm et la femelle paratype 1,9 mm.
Cette araignée est dépigmentée et anophtalme.

## Systématique et taxinomie
Cette espèce a été décrite par Brescovit, Gallão et Cizauskas en 2023.

## Étymologie
Cette espèce est nommée en l'honneur de Maria Elina Bichuette.

## Publication originale
- Brescovit, Gallão & Cizauskas, 2023 : « A new species of Pinelema Wang & Li, 2012, a relictual telemid spider inhabiting caves in Brazil (Araneae, Telemidae). » Zootaxa, no 5383(3), p. 352-364.